# 比格霍恩縣 (懷俄明州)
比格霍恩縣（英語：Big Horn County）是美国怀俄明州北部的一個縣，北鄰蒙大拿州，面積8,182平方公里。根據2020年美國人口普查，共有人口11,521人。縣治贝森。該縣成立於1897年，縣名來自當地常見的大角羊。